# Río Tallija
El río Tallija es un corto río boliviano perteneciente a la cuenca del Amazonas, que forma parte del curso alto del río Beni. Tiene una longitud total de 24 kilómetros y tras unirse al río Sayarani, da lugar al río Leque.

## Hidrografía
El río Tallija, nace en los Andes del departamento de Cochabamba, aproximadamente en las coordenadas (17°40′26″S 63°46′57″O / -17.67389, -63.78250), desde su nacimiento discurre en dirección noreste, hasta encontrarse con uno de sus afluentes, el río Sayarani, que le aborda por la izquierda. Desde este punto el río forma la frontera entre el departamento de La Paz y Cochabamba, y pasa a denominarse río Leque (17°23′35″S 61°15′49″O / -17.39306, -61.26361).